# Seksizam
Seksizam je naziv za ideologiju koja polazi od postavke da se fizičke i mentalne razlike među spolovima moraju reflektirati na različiti položaj rodova u društvu.
Zbog sve većeg utjecaja feminizma u 20. stoljeću i ustanovljavanja jednakosti muškaraca i žena kao pravnog standarda u mnogim zapadnim državama, seksizam je s vremenom stekao drugo, pejorativno, značenje koje se odnosi na vjerovanje u urođenu fizičku ili mentalnu inferiornost suprotnog spola/roda, odnosno mržnju prema suprotnom spolu/rodu.
- Mizoginija - mržnja muškaraca ili odbojnost prema djevojkama i ženama, ženomrstvo
- Mizandrija  - mržnja žena prema muškarcima, muškomrstvo
- Heteroseksizam - pristup i stav koji promovira heteroseksualnost kao jedini legitimni oblik ljudske seksualnosti te ignorira postojanje drugih seksualnih orijentacija, negira postojanje lezbijki, gej muškaraca i biseksualnih osoba.